# 托尼·沙夫拉齐
托尼·沙夫拉齐（英語：Tony Shafrazi）是纽约沙夫拉齐画廊的所有者，展出过培根、凯斯哈林和拉沙佩勒等著名艺术家的作品。沙夫拉齐生于伊朗阿巴丹，父母为亚美尼亚人。1963至1967年就读于皇家艺术学院，1969年来到纽约。1976年回国，曾于1978年在德黑兰开办画廊，但由于伊斯兰革命被迫关闭。1979年重新移居纽约，开办了首个商业画廊。展出了包括凯斯哈林等当时流行的涂鸦画家，以及一些欧洲艺术家的作品。1990年在伍斯特街119号开办了新的13000平方英尺的新画廊，展出了沃霍尔、贾德、琼斯等1960年代大师的作品。1999年，弗朗西斯·培根遗产选择了沙夫拉齐做为在美国的代理人。